# Johann Kräuter
Johann Kräuter (* 10. April 1884 in Grabatz, Königreich Ungarn, Österreich-Ungarn; † 25. März 1953 in Aiud, Volksrepublik Rumänien) war ein banatschwäbischer römisch-katholischer Geistlicher und Märtyrer.

## Leben
Johann Kräuter besuchte das Gymnasium in Temeswar und studierte dort ab 1902 Theologie. Am 23. Februar 1907 wurde er von Bischof Alexander III. Dessewffy von Tschanad zum Priester geweiht. Er wirkte nacheinander in Sankthubert, Darowa, Jahrmarkt, Werschetz, Perjamosch, von 1914 bis 1918 als Feldkurat, dann in Lippa,  Modosch, Orawitz, Matscha, Sanktanna, Neupanat und schließlich als Dechant und Erzdechant in Pankota. Am 28. August 1951 wurde er verhaftet und kam in das Gefängnis in Aiud. Dort starb er 1953 nach einer Magenoperation.

## Gedenken
Die katholische Kirche hat Johann Kräuter als Glaubenszeugen in das deutsche Martyrologium des 20. Jahrhunderts aufgenommen.